# Floriano Araújo Teixeira
Floriano de Araújo Teixeira (Cajapió, 8 de março de 1923 — Salvador, 21 de julho de 2000) foi um pintor, desenhista, miniaturista, capista, retratista, gravador e escultor autodidata brasileiro.

## Biografia
Em 1935 recebeu as primeiras aulas de desenho do professor Rubens Damasceno, neste mesmo ano pintou suas primeiras aquarelas. Engajou-se na imprensa, em "O Democrata", onde participavam grandes nomes do jornalismo como, Anníbal Bonavides, Odalves Lima, Aloíso Medeiros, Durval Aires, Moraes Né, e muitos outros,  desenvolvendo desenhos para histórias em quadrinhos e caricaturas. Em 1940, participou de um grupo de pintores liderados por J. Figueiredo.
Em 1941 expôs no Primeiro Salão de Dezembro e ganhou o primeiro prêmio com o quadro "Bêbados". Em 1948 catalogando a coleção de obras de arte de Arthur Azevedo conheceu os trabalhos de Daumier, Gavarni, Millet e outros. Em 1949, em parceria com outros artistas , fundou o Núcleo Eliseu Visconti. Descobriu Candido Portinari. Trabalhou as técnicas monotipia e xilogravura. Em 1950 mudou-se para o Ceará. Os escritores em incessantes trabalhos convidaram-no para elaborar e ilustrar os projetos de  suas obras de contos, poesias, crônicas, romances e ensaios. Aliado a Antônio Bandeira, Zenon Barreto e outros artistas, fundou o grupo dos "Independentes".
Em 1962 foi convidado por Antônio Martins Filho para integrar sua equipe da Universidade do Ceará, como desenhista, exercendo também a função de pesquisador. Com a ajuda de Heloísa Juaçaba e Zennon Franco, após coletar material suficiente para a instalação de um museu, Floriano organizou e dirigiu o Museu de Arte da Universidade Federal do Ceará. Continuou os trabalhos artísticos e ganhou espaço e prestígio nacional e internacional. A primeira exposição do pintor na Bahia se deu no Museu do Unhão, com trabalho intensivo na organização e no funcionamento do Museu, a exposição obteve grandioso sucesso. Floriano foi "emprestado" à Universidade Federal da Bahia por determinado período, mas aconteceu um pedido inevitável: a transferência de Floriano à Bahia. Jorge Amado,  Carybé e outros bons amigos, com grande influência do reitor Miguel Calmon, Antônio Martins Filho com admiração e respeito concluiu a transferência de Floriano à Bahia e em 1969 mudou-se para Salvador onde residiu contribuindo para arte até morrer.

## Cronologia

### Exposições coletivas
- 1941 - I Salão de Dezembro - São Luís, MA
- 1942 - II Salão de Dezembro - São Luís, MA
- 1949 - I Salão Interestadual - São Luís, MA
- 1950 - VI Salão de Abril - Fortaleza, CE
- 1952 - VIII Salão de Abril - Fortaleza, CE
- 1952 - I Salão dos Independentes - Fortaleza, CE
- 1953 - IX Salão de Abril - Fortaleza, CE
- 1953 - II Salão dos Independentes - Fortaleza, CE
- 1954 - III Salão dos Independentes - Fortaleza, CE
- 1956 - XII Salão de Abril - Fortaleza, CE
- 1957 - XIII Salão de Abril - Fortaleza, CE
- 1962 - Museu de Arte da U.F. do Ceará - Fortaleza, CE

Exposição inaugural do MAUC
- 1963 - Museu de Arte Moderna da Bahia - Salvador, BA

Seis Artistas Cearenses
- 1966 - I Bienal Nacional de Artes Plásticas - Salvador, BA
- 1969 - Museu de Arte Moderna de São Paulo - São Paulo, SP

Panorama de Arte Atual Brasileira
- 1970 - Galeria Marte 21 - Rio de Janeiro, RJ
- 1972 - Galeria Inez Fiuza - Fortaleza, CE
- 1972 - Galeria Schiettini - Milão, Itália
- 1973 - Galeria Múltipla - Brasília, DF
- 1975 - Galeria Ágora - Rio de Janeiro, RJ
- 1976 - Museu de Arte Moderna de São Paulo - São Paulo, SP

Panorama de Arte Atual Brasileira
- 1980 - Galeria de Arte do Casino Estoril - Estoril, Portugal

Seis Artistas da Bahia
- 1980 - Galeria Grossman - São Paulo, SP

Exposição inaugural
- 1980 - Galeria de Arte do Teatro Daniel Sorano - Senegal
- 1980 - Museu de Arte da U.F do Ceará - Fortaleza, CE

Artistas da Bahia
- 1982 - Galeria Ignez Fiuza - Fortaleza, CE

Arte é vida
- 1982 - Galeria Ignez Fiuza - Fortaleza, CE
- 1982 - Galeria de Arte Alberto Bonfiglioli - São Paulo, SP
- 1984 - Núcleo de Arte do Desembanco - Fortaleza CE

Artista da Bahia
- 1984 - Galeria J. Inácio - Aracaju, SE
- 1985 - Bienal de Ilustrações de Bratislava - Tchecoslováquia
- 1985 - Galeria Ignez Fiuza - Fortaleza, CE

15 Anos
- 1986 - Galeria Ignez Fiuza - Fortaleza, CE

Exposição Simultânea
- 1986 - Casa da Manchete - Brasília DF

Baianos em Brasília
- 1987 - Convenção Latino-Americano da IBM - Salvador, BA
- 1987 - Anarte Galeria - Salvador, BA

12 Artistas Brasileiros
- 1987 - Gabinete Português de Leitura - Salvador, BA
- 1988 - Malhoa Galeria de Arte - Salvador, BA
- 1988 - Escritório de Arte da Bahia - Salvador, BA

Os Ilustradores de Jorge Amado
- 1989 - Galeria do Hotel Monte Palace - Ilha de São Miguel, Açores

Seis Pintores da Bahia + 1
- 1990 - Galeria Ignez Fiuza - Fortaleza, CE

Clássicos Cearenses
- 1990 - Galeria de Arte do Casino Estoril - Estoril, Portugal
- 1990 - Galeria Ignez Fiuza - Fortaleza, CE

Artistas da Casa Exposição comemorativa dos 20 anos da galeria
- 1991 - Imperial Othon Palace Hotel - Fortaleza, CE

Coletiva em homenagem a Floriano Teixeira promovido pelo Escritório de Arte do Ceará
- 1991 - Imperial Othon Palace Hotel - Fortaleza, CE

SCAP 50 Anos Promovido pelo Escritório de Arte do Ceará
- 1992 - Anarte Galeria - Salvador, BA

Universo Amado Homenagem aos 80 anos de Jorge Amado
- 1992 - Atrium Galeria de Arte - Salvador, BA

Floriano Teixeira e Aldemir Martins
- 1995 - 46° Salão de Abril - Fortaleza CE

Convidado Especial
- 1996 - Convento das Mercês - São Luís MA

Coletiva de Maio Homenagem a Floriano Teixeira
- 1995 - Espaço Cultural Barcelona - Salvador, BA

T-Art
- 1996 - Espaço Cultural Barcelona - Salvador, BA

11 Mestres das Cores
- 1997 - Exposición itinerante IBERO-AMÉRICA PINTA

Madrid - Espanha

### Exposições individuais
- 1949 - SCAM Sociedade Cultural Artística do MA - São Luis, MA
- 1949 - Sociedade Pró-Arte - Fortaleza, CE
- 1964 - Museu de Arte Moderna da Bahia - Salvador, BA
- 1965 - Galeria Convivium - Salvador, BA
- 1966 - Galeria Astréia - São Paulo, SP
- 1967 - Galeria Bonino - Rio de Janeiro, RJ
- 1969 - Museu de Arte da U. F. do Ceará - Fortaleza, CE
- 1970 - Galeria Recanto de Ouro Preto - Fortaleza, CE
- 1971 - Galeria Bonfiglioli - São Paulo, SP
- 1975 - A Galeria - São Paulo, SP
- 1976 - Tempo Galeria de Arte - Salvador, BA
- 1976 - Galeria Inez Fiuza - Fortaleza, CE
- 1979 - Kattya Galeria de Arte - Salvador, BA
- 1982 - Galeria de Arte do Casino Estoril - Estoril, Portugal
- 1983 - Galeria Ignez Fiuza - Fortaleza, CE
- 1984 - Época Galeria de Arte - Salvador BA
- 1985 - Núcleo de Artes do Desembanco - Salvador, BA

O Desenho e os Desenhos de Floriano Teixeira
- 1985 - Museu de Arte Brasileira da FAAP - São Paulo, SP

O Desenho e os Desenhos de Floriano Teixeira
- 1987 - Escritório de Arte do Ceará - Fortaleza, CE
- 1987 - Escritório de Arte da Bahia - Salvador, BA
- 1990 - Ada Galeria de Arte - Salvador, BA

Retrospectiva
- 1993 - Anarte Galeria - Salvador, BA

O Menino na Picula Exposição comemorativa dos 70 anos do artista
- 1994 - Prova do Artista - Salvador, BA

Desenhos
- 1995 - Ada Galeria de Arte - Salvador, BA

Pinturas, Desenhos e Gravuras
- 1996 - MCR Galeria de Arte - Salvador, BA

Releituras
- 1997 - Galeria ACBEU - Salvador, BA

### Exposição individual permanente
- Casa José de Alencar - Fortaleza (Sala Floriano Teixeira)

### Capas de livros
- 1957 - Pequena Antologia de Clã - Ilustrações para Poemas Brasileiros Clã nº15

Imprensa Universitária do Ceará
- 1968 - Amizade Todo Dia - Zitelmann de Oliva

Edições Estuário
- 1969 - Roteiro da Bahia - Herman Lima

Imprensa Oficial da Bahia
- 1969 - Sesmaria - Myriam Fraga
- 1971 - Entre a Boca da Noite e a Madrugada - Milton Dias
- 1971 - Cais da Sagração - Josué Montello

Livraria Martins Editora S.A
- 1975 - Obra Completa - Graciliano Ramos (12 volumes)

Editora Record
- 1975 - São Coisa da Vida - Zitelmann de Oliva

Edições Estuário
- 1977 - A.B.C. de Castro Alves - Jorge Amado

Editora Record
- 1979 - Anarquistas, Graças a Deus - Zélia Gattai

Editora Record
- 1982 - Ordem e Desordem - José Alcides Pinto

Secretaria de Cultura e Desportos
- 1982 - Obra Completa - Rubem Braga (07 Volumes)

Editora Record
- 1982 - 50 Anos de Literatura - Capa para catálogo da Fundação Cultural do Distrito Federal para Exposição Bibliográfica comemorativa dos 50 anos da literatura de Jorge Amado
- 1982 - Um Chapéu para Viagem - Zélia Gattai

Editora Record
- 1983 - Relicário Pornô - José Alcides Pinto

Nação Cariri Editora
- 1984 - Senhora Dona do Baile - Zélia Gattai

Editora Record
- 1985 - Rosamonde (O Touro da Morte) - Bandeira Tribuzi

Siorge
- 1985 - Criaturas de Jorge Amado - Paulo Tavares

Editora Record
- 1985 - Lili Passeata - Guido Guerra

Editora Record
- 1989 - O Yoga Espiritual de São Francisco de Assis - François Chenique

Editora Pensamento
- 1989 - L'Avortement-questions-réponses - Michel Schooyans

Édition du Préambule
- 1990 - Benditos Perversos - Ricardo Cruz

Editora Fator Ltda.
- 1990 - Exu nº 18 (Revista cultural bimestral)

Fundação Casa De Jorge Amado
- 1992 - Obra Poética - Gregório de Matts (2 Volumes)

Editora Record
- 1992 - Chão de Meninos - Zélia Gattai

Editora Record
- 1993 - Jorge Amado - Retrato Incompleto - Itazil Benício dos Santos

Editora Record
- 1993 - A Ninfa - Ildásio Tavares

Editora Nórdica Ltda.
- sem data - Cais da Sagração - Josué Montello

Publicações Europa - América

### Capas e separatrizes
- 1996 - Vária Navegação: Mostra de poesia - Judith Grossmann

Fundação Casa de Jorge Amado/ COPENE

### Capas e ilustrações
- 1960 - Sete Estrêlo - Milton Dias

Imprensa Universitária do Ceará
- 1968 - Sindicato da Morte - Juarez Conrado

Imprensa Oficial da Bahia
- 1969 - Maria Duzá - Lindolfo Rocha

Instituto Nacional do Livro
- 1972 - Gente da Terra - Antonio Celestino

Edição ilustrada por vários artistas
Livraria Martins Editora
- 1976 - A Morte e a Morte de Quincas Berro D'Água - Jorge Amado

Editora Record
- 1979 - O Milagre dos Pássaros - Jorge Amado

Edição especial para o Banco Economico Editora Messidor
- 1980 - A Terra dos Meninos Pelados - Graciliano Ramos

Editora Record
- 1982 - O Menino Grapiúna - Jorge Amado

Editora Record
- 1984 - Tocaia Grande - Jorge Amado

Editora Record
- 1984 - O Estribo de Prata - Graciliano Ramos

Coleção Abre-te Sésamo Editora Record
- 1990 - Sementes - Rita de Cássia

Imprensa Universitária do Ceará
- 1992 - Navegação de Cabotagem - Jorge Amado

Edição ilustrada por vários artistas Editora Record
- 1994 - Cartas de Amor a Heloisa - Graciliano Ramos

Editora Record
- 1997 - Desenhos - Floriano Teixeira

Série Desenhos Copene - Petroquímica do Nordeste S.A.
- 1997 - O Lacandón - Alejandro Reyes

Patrocínio Deten Química S.A. Bureau Gráfica e Editora
- 1998 - Gente do Mar: Desenhos - Floriano Teixeira; textos de James Amado, Juarez Paraíso e Alejandro Reyes

Artes Gráficas

## Homenagens
"(…) Incrível miniaturista, colorista castigado e terno, desenhista de raríssima força, escultor quando cisma nisso, gravador bissexto, contador de "causos e acontecidos", retratista imaginativo, sua obra se define em trabalho, pois tanto na largueza dum mural como na delicadeza do grafismo mais sutil, cada leitura leva os sete selos da sua identidade. Até parece que foi escrita para ele a frase de Giono: "Por qualquer lado que se veja, é sempre o retrato do artista que aparece. Cézanne é uma maçã de Cézanne. E um pássaro de Floriano sempre será um Floriano(…)." Antônio Celestino
"(…) É desenho rico, com algo herdado de floresta, de renda de almofada ou da complicada simplicidade das asas de mosquito e cigarras.(…) Algo de monge medieval, ou de persa, anda por dentro de Floriano, nos óleos, em geral de grandes planos e pinceladas largas; de repente, numa janela, numa porta ou num portaló vê-se uma cena detalhadíssima, verdadeira miniatura, contando vida de povo, sempre com uma carga de poesia, uma alegria de cores e outra alegria, a de inventar meios de expressão, de dar mais e sempre mais, o que leva a pesquisar constantemente.(…) Decididamente Floriano não é torturado, é um pintor que gosta de seu  ofício e pinta. Pinta rodeado de seus sete filhos e Alice. Num mundo que é seu mundo, cheio de arraias, de bolas de gude, de risos e broncas dos meninos. E dele." Carybé